# محمد بن إسحاق بن السليم
أبو بكر محمد بن إسحاق بن إبراهيم بن السليم الأموي المالكي قاضي الأندلس وقرطبة. كان من العدول المرضيين، والفقهاء المشهورين، وله عند أهل بلاده جلالة مذكورة، ومنزلة في العلم والفضل.
سمع من: محمد بن أيمن، وأحمد بن خالد بن الجباب، وعدة. ثم حج مكة فسمع من ابن الأعرابي، وأبي جعفر بن النحاس النحوي. كان من العلماء العاملين، ذا زهد وتأله، وباع طويل في الفقه واختلاف العلماء، رأسًا في الآداب والبلاغة والنحو، روضة معارف، تخرج به أئمة .
حكى يونس بن عبد الله بن مغيث أن رجلا مشرقيًا يعرف بالشيباني سكن الأندلس، فركب ابن السليم لحاجة، فألجأه مطر غزير إلى أن دخل دهليز الشيباني، فرحب به، وعزم عليه فنزل، ففاوضه وقال: أيها القاضي، عندي جارية لم يسمع أطيب من صوتها، فإن أذنت أسمعتك آيات من كتاب الله، وأبياتا، قال: افعل، فقرأت وغنت حتى كاد عقل القاضي يذهب سرورًا، وأخرج عشرين دينارا للجارية هبة وقام.

## وفاته
وتوفي في شهر جمادى الأولى سنة 367 هـ، وقد أسن .